# Zmarli w sierpniu 2020

## Sierpień 2020
- 31 sierpnia
  - Nina Boczarowa – radziecka i ukraińska gimnastyczka, mistrzyni olimpijska (1952)[1]
  - Adam Drzewoski – polski konstruktor radioodbiorników i nadajników, ostatni żyjący żołnierz plutonu „Agaton” w batalionie „Pięść”[2]
  - Jerzy Dymecki – polski neuropatolog i neurolog, prof. dr hab. n. med.[3]
  - Fritz d’Orey – brazylijski kierowca wyścigowy[4]
  - Tadeusz Ignatowicz – polski sędzia piłkarski[5]
  - Barbara Judge – amerykańsko-brytyjska menedżer i prawnik[6]
  - Andrzej Kaliwoszka – polski lekarz wojskowy, generał brygady WP[7]
  - Pascal Kané – francuski reżyser filmowy[8]
  - Ronnie McNutt – amerykański weteran wojny w Iraku[9]
  - Jean Baptiste Mendy – francuski bokser pochodzenia senegalskiego[10]
  - Pranab Mukherjee – indyjski polityk, minister finansów (1982–1984, 2009–2012), minister spraw zagranicznych (1995–1996, 2006–2009), minister obrony (2004–2006), prezydent Indii (2012–2017)[11]
  - Edgardo Nieva – argentyński aktor[12]
  - Tom Seaver – amerykański baseballista[13]
  - Norm Spencer – kanadyjski aktor[14]
  - Ágnes Tímár – węgierska zakonnica rzymskokatolicka, historyczka Kościoła[15]
  - Krzysztof Węglarz – polski scenarzysta filmowy i telewizyjny[16]
  - Arthur Wooster – brytyjski filmowiec; kamerzysta i drugi reżyser[17]
- 30 sierpnia
  - Rodolfo Abularach – gwatemalski malarz[18]
  - Andrzej Bąkowski – polski prawnik, adwokat, członek Trybunału Stanu (1991–1993, 1997–2001)[19]
  - Janusz Brzeski – polski działacz związkowy i polityk, poseł na Sejm III kadencji[20]
  - Claudio Cavina – włoski wokalista i dyrygent, kontratenor[21]
  - Ric Drasin – amerykański kulturysta, wrestler i kaskader[22]
  - John Felagha – nigeryjski piłkarz[23]
  - Ralph Ferguson – kanadyjski polityk i rolnik, minister rolnictwa (1984)[24]
  - Cecilia Romo – meksykańska aktorka[25]
  - Tadeusz Machnowski – polski poeta i prozaik[26]
  - Mihajlo Šainović – jugosłowiański sędzia piłkarski[27]
  - John Thompson – amerykański koszykarz, trener[28]
  - Jan Zrajko – polski przedsiębiorca, przywódca Solidarności Rzemieślniczej[29][30]
- 29 sierpnia
  - Tyler Amburgey – amerykański hokeista i trener[31]
  - Władimir Andriejew – rosyjski aktor i reżyser[32]
  - Michał Bednarz – polski duchowny i teolog rzymskokatolicki, ksiądz prałat, dr hab.[33]
  - Fritz Chervet – szwajcarski pięściarz[34]
  - Łarisa Chromowa – radziecka i mołdawska aktorka[35]
  - Franciszek Gronowski – polski ekonomista, prof. zw. dr hab[36].
  - Wendelin Haber – polski działacz na rzecz współpracy polsko-słowackiej, kawaler orderów[37]
  - Toby Kirkup – brytyjski aktor[38]
  - Maria Michalska – polska chemiczka, prof. dr hab.[39]
  - David Mungoshi – zimbabweński pisarz i aktor[40]
  - Antoni Ratka – polski regionalista, działacz turystyczny i publicysta[41]
  - Clifford Robinson – amerykański koszykarz[42]
  - Bernard Rozwałka – polski działacz ewangelicki, prezes Polskiego Towarzystwa Ewangelickiego (1983–1991)[43][44]
  - Jürgen Schadeberg – południowoafrykański fotografik[45]
  - Wiktor Tichonow – ukraiński polityk, wicepremier Ukrainy (2010–2011)[46]
  - Ryszard Żabiński – polski architekt i urbanista, prof. dr hab.[47]
- 28 sierpnia
  - Chadwick Boseman – amerykański aktor[48]
  - David S. Cass Sr. – amerykański reżyser, aktor i kaskader[49]
  - Michał Chilczuk – polski specjalista w zakresie planowania regionalnego, prof. dr hab[50]
  - Jean-Pierre Dickès – francuski lekarz i historyk[51]
  - Grzegorz Gazda – polski historyk i teoretyk literatury, profesor Uniwersytetu Łódzkiego[52]
  - Robert Kwiatkowski – polski perkusista[53]
  - Zdzisław Niedźwiedź – polski grafik, wykładowca akademicki, profesor[54]
  - Assar Lindbeck – szwedzki ekonomista[55]
  - Antoinette Spaak – belgijska samorządowiec, polityk, posłanka do Parlamentu Europejskiego (1979–1984, 1994–1999)[56]
  - Olech Śliwiński – polski farmaceuta, żołnierz podziemia i działacz społeczny[57]
  - Valeriano Trubbiani – włoski rzeźbiarz[58]
  - Manuel Valdés – meksykański aktor i komik[59]
  - Janusz Ireneusz Wójcik – polski działacz kulturalny i samorządowy, dziennikarz, Honorowy Obywatel Miasta Székesfehérvár[60]
- 27 sierpnia
  - Siah Armajani – irańsko-amerykański rzeźbiarz i architekt[61]
  - Bob Armstrong – amerykański wrestler[62]
  - Władimir Brusow – rosyjski specjalista w zakresie budowy i eksploatacji maszyn, wykładowca akademicki[63][64]
  - Gilda Cordero-Fernando(inne języki) – filipińska pisarka i artystka wizualna[65]
  - Danuta Dzierżanowska – polska mikrobiolog, prof dr hab.[66]
  - László Kamuti – węgierski szermierz, olimpijczyk[67]
  - Ronnie Kole – amerykański pianista jazzowy[68]
  - Barbara Kotełko – polska farmaceutka, prof dr hab.[69]
  - Peter Licassi – amerykański aktor[70]
  - Eugene McCabe(inne języki) – irlandzki pisarz i scenarzysta[71]
  - Lech Mrożek – polski artysta plastyk[72][73]
  - Lute Olson – amerykański trener koszykówki[74]
  - Ebru Timtik – kurdyjska prawniczka i działaczka na rzecz praw człowieka[75]
- 26 sierpnia
  - Jüri Alperten – estoński dyrygent[76]
  - Ion Bitoleanu – rumuński historyk[77]
  - Arkadij Bułygin – rosyjski malarz[78]
  - Gerald Carr – amerykański astronauta[79]
  - Caesar Cordova – amerykański aktor[80]
  - Oscar Cruz – filipiński duchowny katolicki, arcybiskup Lingayen-Dagupan (1991–2009)[81]
  - André-Paul Duchâteau – belgijski pisarz, scenarzysta i autor komiksów[82]
  - Adrien Gouteyron – francuski polityk, senator (1978–2011)[83]
  - Thimio Kondi – albański polityk i prawnik, minister sprawiedliwości (1997–1999)[84]
  - José Lamiel – hiszpański malarz i rzeźbiarz[85]
  - Joe Ruby – amerykański animator i producent telewizyjny[86]
  - Tomasz Sosnowski – polski pedagog i badacz ojcostwa, dr hab.[87]
  - Ørnulf Tofte – norweski policjant i funkcjonariusz służb specjalnych[88]
  - Barbara Włodarska-Friszke – polski mikrobiolog, redaktor i wydawca[89]
- 25 sierpnia
  - Erik Allardt – fiński socjolog[90]
  - Andrzej Michał Boxa-Radoszewski – polski inżynier, mostowiec[91][92]
  - Roine Carlsson – szwedzki polityk i działacz związkowy, minister obrony (1985–1991)[93]q
  - Zbigniew Fajklewicz – polski geofizyk, prof. dr hab[94].
  - Riley Gale – amerykański wokalista, członek zespołu Power Trip[95].
  - Mónica Jiménez – chilijska polityk i dyplomatka, minister edukacji (2008–2010)[96]
  - Laurent Akran Mandjo – iworyjski duchowny katolicki, biskup Yopougon (1982–2015)[97]
  - Dirk Mudge – namibijski polityk i przedsiębiorca, działacz niepodległościowy[98]
  - Sase Narain – gujański polityk i prawnik, spiker Zgromadzenia Narodowego (1971–1992)[99]
  - Roman Ney – polski geolog, prof. dr hab., wykładowca akademicki i polityk, rektor AGH (1971–1974 i 1979–1981), poseł na Sejm X kadencji[100][101]
  - Tim Renton – brytyjski polityk, członek Izby Gmin i Izby Lordów[102]
  - Alfons Rodziewicz – polski działacz kombatancki na Białorusi, uczestnik II wojny światowej[103][104]
  - Hippolyte Simon – francuski duchowny katolicki, arcybiskup Clermont (2002–2016)[105]
  - Andrzej Sobaszek – polski fizyk, dr hab[106].
  - Arnold Spielberg – amerykański elektrotechnik, projektant komputerów[107]
  - Lech Zwierzchowski – polski biolog molekularny, prof. dr hab.[108][109]
- 24 sierpnia
  - Stojan Aleksandrow – bułgarski ekonomista i polityk, minister finansów (1992–1994)[110]
  - Antoni Czajkowski – polski kompozytor i felietonista[111]
  - Arrigo Levi(inne języki) – włoski dziennikarz i pisarz[112]
  - Pascal Lissouba – kongijski polityk, premier (1963–1966) i prezydent Konga (1992–1997)[113]
  - Jean Mauriac – francuski pisarz i dziennikarz[114]
  - Pat McCluskey – szkocki piłkarz[115]
  - Elżbieta Nizioł – polska śpiewaczka operowa (sopran)[116]
  - Gail Sheehy – amerykańska pisarka i dziennikarka[117]
  - Eugeniusz Szmidt – polski piłkarz[118][119]
  - Tadeusz Szmyt – polski duchowny rzymskokatolicki, ksiądz infułat, Honorowy Obywatel Ostrowa Wielkopolskiego[120]
  - Wolfgang Uhlmann – niemiecki szachista, arcymistrz[121]
  - Paul Wolfisberg – szwajcarski piłkarz i trener[122]
- 23 sierpnia
  - Benny Chan – południowokoreański reżyser, producent i scenarzysta filmowy[123]
  - Marek Cieszkowski – polski geolog, prof. dr hab.[124]
  - Zygmunt Garwoliński – polski projektant i rzeczoznawca budowlany, działacz samorządu zawodowego, kawaler orderów[125][126]
  - Maria Janion – polska historyk literatury, idei, wyobraźni, profesorka nauk humanistycznych[127]
  - Arkadiusz Jasek – polski zawodnik i trener siatkarski[128][129]
  - Peter King – angielski saksofonista jazzowy[130]
  - Dieter Krause – niemiecki kajakarz, mistrz olimpijski i Europy (1960)[131]
  - Lori Nelson – amerykańska aktorka i modelka[132]
  - Wanda Paprocka – polska etnolog[133][134]
  - Charlie Persip – amerykański perkusista jazzowy[135]
  - Giannis Pulopulos – grecki piosenkarz[136]
  - Walentina Prudskowa – rosyjska florecistka, mistrzyni olimpijska (1960)[137]
  - Leonard Pulchny – polski reżyser i scenarzysta filmów animowanych i dokumentalnych[138]
  - Luigi Serafini – włoski koszykarz[139]
  - Kōzō Watanabe – japoński polityk, minister zdrowia, spraw wewnętrznych oraz handlu międzynarodowego[140]
  - Iwona Witek – polska zawodniczka piłki ręcznej[141][142]
- 22 sierpnia
  - Fredie Blom – południowoafrykański superstulatek (niezweryfikowany w ramach Guinness World Records, ale w Południowej Afryce uznany za rekordzistę wieku)[143]
  - Jerzy Fedak – polski fotograf i filmowiec[144]
  - Józefa Hennelowa – polska dziennikarka, publicystka, posłanka na Sejm PRL i RP[145]
  - Emil Jula – rumuński piłkarz[146]
  - Alessandro Mazzinghi – włoski bokser[147]
  - Pedro Nájera – meksykański piłkarz[148]
  - Ulla Pia – duńska piosenkarka, uczestniczka Eurowizji 1966[149]
  - Anatolij Ponomarienko – rosyjski śpiewak operowy, baryton[150]
  - Allan Rich – amerykański aktor charakterystyczny[151]
  - Andrzej Szymeczko – polski rugbysta[152]
- 21 sierpnia
  - Aldo Aureggi – włoski florecista, srebrny medalista olimpijski (1960)[153]
  - Antonio Bayter Abud – kolumbijski duchowny katolicki, wikariusz apostolski Inírida (1996–2013)[154]
  - Mohamed Ben Rehaiem – tunezyjski piłkarz[155]
  - Manuel Gallardo – hiszpański aktor[156]
  - Walter Lure – amerykański wokalista i gitarzysta punkrockowy, muzyk zespołu The Heartbreakers[157]
  - Ken Robinson – brytyjski pedagog, mówca i pisarz[158]
  - Jack Sherman – amerykański gitarzysta, członek zespołu Red Hot Chili Peppers[159]
  - Stanisław Sobocki – polski chirurg, doc. dr hab., Honorowy Obywatel Jarosławia[160][161]
  - Tomasz Tomiak – polski wioślarz, medalista olimpijski (1992), dr hab. nauk o kulturze fizycznej[162]
- 20 sierpnia
  - Frankie Banali – amerykański perkusista, członek zespołu Quiet Riot[163]
  - Hasil Bizenjo – pakistański polityk i działacz nacjonalistyczny, minister spraw morskich (2016–2018)[164]
  - Frank Cullotta – amerykański gangster, auto książek[165][166]
  - Antonije Đurić(inne języki) – serbski pisarz i dziennikarz[167]
  - Justin Townes Earle – amerykański muzyk country[168]
  - Kunegunda Górzyńska-Droszcz – polska tancerka[169][170]
  - Marek Grześ – polski hydrolog, dr hab[171].
  - Desmond Guinness – irlandzki pisarz[172]
  - Harry Jeske – niemiecki gitarzysta basowy, muzyk zespołu Puhdys[173]
  - Branko Kostić – jugosłowiański i czarnogórski polityk, prezydent Socjalistycznej Republiki Czarnogóry (1989–1990) i p.o. prezydenta Jugosławii (1991–1992)[174]
  - Zoran Miljković – serbski i jugosłowiański aktor[175]
  - Halina Mordarska – polski mikrobiolog, prof. dr hab[176]
  - Jurij Sewastjanow – ukraiński polityk, trener i działacz piłkarski[177]
  - Piotr Szczepanik – polski piosenkarz i aktor[178]
  - Aleksander Szeptycki – polski specjalista w zakresie mechanizacji rolnictwa, prof. dr hab[179].
  - Andrzej Walicki – polski filozof i historyk idei[180]
- 19 sierpnia
  - Marian Dobija – polski lekkoatleta i działacz sportowy[181]
  - Gheorghe Dogărescu – rumuński piłkarz ręczny, medalista olimpijski (1984)[182]
  - Marek Doktor – polski geolog, dr hab. inż[183].
  - Slade Gorton – amerykański polityk i prawnik, senator (1981–1987, 1989–2001)[184]
  - Helmut Hubacher – szwajcarski polityk i dziennikarz[185]
  - Jacek Korcelli – polski operator filmowy[186]
  - Jan Kanty Kowalski – polski lekarz internista i kardiolog, prof. dr hab. n. med[187].
  - Lutwian Mołłowa – bułgarska lekkoatletka specjalizująca się w rzucie oszczepem[188]
  - Andrea Neumann – niemiecka artystka[189]
  - Atzo Nicolaï – holenderski urzędnik państwowy, polityk, minister ds. reformy administracji rządowej (2006–2007)[190]
  - Borys Paton – ukraiński inżynier elektryk i wynalazca, wieloletni prezes Narodowej Akademii Nauk Ukrainy[191]
  - Lou Ragland – amerykański piosenkarz R&B[192]
  - Ágnes Simon – węgierska tenisistka stołowa[193]
  - Karol Skwarczewski – polski perkusista, członek zespołów Imperator i Pandemonium[194][195][196]
  - Władysław Sosna – polski krajoznawca i działacz ewangelicki[197]
- 18 sierpnia
  - Ambroży – bułgarski duchowny prawosławny, biskup[198]
  - Ben Cross – brytyjski aktor[199][200]
  - Mariolina De Fano – włoska aktorka[201]
  - Madhav Prasad Ghimire – nepalski poeta[202]
  - Dale Hawerchuk – kanadyjski hokeista[203]
  - Soeki Irodikromo – surinamski malarz[204]
  - Jerzy Jankowski – polski geofizyk, członek rzeczywisty PAN[205]
  - Wojciech Karpiński – polski pisarz, historyk sztuki, historyk idei, krytyk literacki, tłumacz[206]
  - Anna Mizikowska – polska nauczycielka, uczestniczka powstania warszawskiego, dama orderów[207][208]
  - Boris Purgalin – rosyjski poeta i scenarzysta[209]
  - István Rab – węgierski tancerz baletowy[210][211]
  - Cesare Romiti – włoski ekonomista i przedsiębiorca, dyrektor firmy FIAT[212]
  - Jerzy Rzedzicki – polski specjalista nauk weterynaryjnych, prof. dr hab.[213]
  - Hal Singer – amerykański piosenkarz i saksofonista jazzowy, bandleader[214]
  - Stefan Türschmid – polski pisarz[215]
  - Krzysztof Żelazko – polski żużlowiec[216]
- 17 sierpnia
  - Mário de Araújo Cabral – portugalski kierowca wyścigowy[217]
  - Ali Chaouch – tunezyjski polityk, minister spraw wewnętrznych Tunezji (1997–1999)[218]
  - Andrzej Fonfara – polski rysownik, ilustrator i animator[219][220]
  - Andrzej Hofman – polski specjalista w zakresie inżynierii materiałowej, dr hab.[221][222]
  - Jasraj – indyjski wokalista muzyki hindustańskiej[223]
  - Nishikant Kamat – indyjski reżyser filmowy[224]
  - Ryszard Komorowski – polski skrzypek, dyrygent i kierownik muzyczny[225][226][227][228]
  - Leon Kossobudzki – polski elektronik, tłumacz i publicysta[229]
  - Slobodan Lazić – serbski i jugosłowiański pięściarz i trener[230]
  - Tadeusz Misiorny – polski duchowny rzymskokatolicki, ksiądz kanonik, Honorowy Obywatel Kartuz[231]
  - Ireneusz Mroczkowski – polski duchowny rzymskokatolicki, profesor nauk teologicznych, podporucznik WP[232]
  - Sawas Theodoridis – grecki piłkarz[233]
  - Sazan Velçani – albański sędzia piłkarski[234]
  - Piotr Wnorowski – polski kolejarz, urzędnik, kawaler orderów[235]
  - Jerzy Zalszupin – brazylijski architekt i designer polsko-żydowskiego pochodzenia[236]
  - Krasimir Zinin – bułgarski malarz[237]
- 16 sierpnia
  - John Bedoya – amerykański wrestler i zawodnik MMA[238]
  - Tommy Carroll – irlandzki piłkarz[239]
  - Nikołaj Gubienko – rosyjski aktor, reżyser filmowy[240]
  - Wanda Konarzewska – polska dziennikarka, autorka filmów dokumentalnych i programów telewizyjnych[241]
  - Bahman Mofid – irański aktor[242]
  - Jerzy Rościszewski – polski polityk i działacz samorządowy, prezydent Krakowa i jednocześnie z urzędu wojewoda krakowski (1990)[243][244]
  - Gerszon Szafat – izraelski menadżer, działacz społeczny, polityk[245]
  - Robert Trump – amerykański przedsiębiorca, młodszy brat prezydenta USA Donalda Trumpa[246][247]
  - Georg Volkert – niemiecki piłkarz[248]
  - Zenon Werner – polski dowódca wojskowy, generał brygady WP[249]
- 15 sierpnia
  - Andrzej Błauciak – polski paraolimpijczyk, złoty medalista Igrzysk Paraolimpijskich (1980)[250]
  - Stuart Christie – szkocki pisarz, anarchista, publicysta[251][252]
  - Antonije Đurić – serbski pisarz i dziennikarz[253]
  - Antoine Forgeot – francuski benedyktyn, opat Opactwa Matki Bożej w Fontgombault (1977–2011), publicysta[254]
  - Małgorzata Iwanowska-Ludwińska – polska malarka, poetka i pisarka[255]
  - Yusof Kelana – malezyjski reżyser filmowy[256]
  - Marian Kołodziejczyk – polski artysta grafik i nauczyciel[257]
  - Josip Kregar – chorwacki prawnik, socjolog i polityk[258]
  - Marek Krejzler – polski kierownik muzyczny, tekściarz, muzyk, kompozytor, a także tłumacz i dialogista[259]
  - Svetozar Obradović – serbski pisarz i autor komiksów[260]
  - Charles Porter – australijski skoczek wzwyż, wicemistrz olimpijski (1956)[261]
  - Maria Reyowa – polska hrabina zasłużona dla kultywowania pamięci o polskim dziedzictwie kulturowym za granicą, dziedziczka Zamku w Montrésor[262]
  - Jorge Luis Romero – kubański pięściarz[263]
  - Tomasz Szczuraszek – polski specjalista w zakresie ruchu drogowego, prof. dr hab. inż.[264]
  - Marek Sznajderman – polski kardiolog, profesor nauk medycznych, emerytowany pracownik Instytutu Kardiologii w Warszawie[265]
  - Henryk Wujec – polski polityk i fizyk, działacz KOR i NSZZ „Solidarność”, poseł na Sejm RP i wiceminister rolnictwa (1999–2000)[266]
- 14 sierpnia
  - Julian Bream – angielski gitarzysta klasyczny i lutnista[267]
  - Zdzisław Burzyński – polski działacz opozycji w okresie PRL, kawaler orderów[268]
  - Angela Buxton – brytyjska tenisistka[269]
  - Ewa Demarczyk – polska piosenkarka, prekursorka nurtu poezji śpiewanej[270]
  - Tom Forsyth – szkocki piłkarz[271]
  - Ernst Jean-Joseph – haitański piłkarz[272]
  - Walentina Legkostupowa – rosyjska piosenkarka, nauczycielka i producentka muzyczna[273]
  - Linda Manz – amerykańska aktorka[274][275]
  - Nesim Tahirović – bośniacki malarz[276]
  - Pete Way – brytyjski basista, wieloletni członek zespołu UFO[277]
- 13 sierpnia
  - Ash Christian – amerykański aktor, reżyser i producent filmowy[278]
  - Michel Dumont – kanadyjski aktor[279]
  - Jacques Faivre – francuski piłkarz[280]
  - Steve Grossman – amerykański saksofonista jazzowy[281]
  - Stefan Hahn – polski elektronik, prof. zw. dr hab. inż., uczestnik powstania warszawskiego[282][283]
  - Krystyna Hajec-Wleciał – polska siatkarka[284]
  - Luchita Hurtado – amerykańska malarka pochodzenia wenezuelskiego[285]
  - Gulnazar Keldi – tadżycki poeta, autor słów hymnu Tadżykistanu[286]
  - Marek Kosewski – polski psycholog, dr hab., wykładowca akademicki[287]
  - Mariusz Łapiński – polski dziennikarz śledczy[288][289]
  - Colin Parry – angielski piłkarz[290]
  - Zenon Piekarz – polski kapelmistrz[291][292]
  - Irene Piotrowski – kanadyjska lekkoatletka, dwukrotna olimpijka[293]
  - Zbigniew Veith – polski pianista i reżyser dźwięku[294]
  - Jackie Wren – szkocki piłkarz[295]
- 12 sierpnia
  - Pavol Biroš – słowacki piłkarz[296]
  - Francisco José Cox Huneeus – chilijski duchowny katolicki, arcybiskup La Serena (1990–1997)[297]
  - Don Edmunds – amerykański kierowca wyścigowy i konstruktor[298]
  - Władysław Gala – polski działacz państwowy i ochotniczych straży pożarnych, wicewojewoda skierniewicki (1975–1981)[299][300]
  - François-Mathurin Gourvès – francuski duchowny katolicki, biskup Vannes (1991–2005)[301]
  - Mary Hartline – amerykańska modelka[302]
  - Aurelijus Katkevičius – litewski dziennikarz[303]
  - Henryk Klama – polski biolog, prof. dr hab.[304]
  - Agnieszka Kossakowska – polska śpiewaczka operowa[305]
  - Zbigniew Kowalski – polski elektroenergetyk, prof. dr hab. Wydziału Elektroenergetyki Politechniki Łódzkiej[306]
  - Gergely Kulcsár – węgierski lekkoatleta, oszczepnik[307]
  - Edmondo Lorenzini – włoski piłkarz[308]
  - Mónica Miguel – meksykańska aktorka i reżyserka teatralna[309]
  - Ernie Phythian – angielski piłkarz[310]
  - Małgorzata Schollenberger – polski fitopatolog i diagnosta bakteryjnych chorób roślin, dr hab.[311]
  - Roman Zieliński – polski uczestnik ruchu kibicowskiego, autor książek o środowisku pseudokibiców w Polsce[312][313]
- 11 sierpnia
  - Sixto Brillantes – filipiński prawnik, szef Komisji Wyborczej (2011–2015)[314]
  - Salah Chaoua – tunezyjski piłkarz, reprezentant kraju[315]
  - Belle du Berry – francuska piosenkarka[316]
  - Göran Forsmark – szwedzki aktor[317]
  - Oliviu Gherman – rumuński matematyk, fizyk, polityk, przewodniczący Senatu (1992–1996)[318]
  - Rahat Indori – indyjski literaturoznawca, poeta i autor tekstów[319]
  - Slobodan Jarčević(inne języki) – jugosłowiański/chorwacki dyplomata i publicysta narodowości serbskiej, minister spraw zagranicznych w rządzie Republiki Serbskiej Krajiny (1992–1994)[320]
  - Russell Kirsch – amerykański informatyk, znany jako współtwórca cyfrowego skanera i pikseli[321]
  - Mykoła Korynewski – ukraiński fizyk, dr hab., profesor Uniwersytetu Szczecińskiego[322][323]
  - Maria Kościałkowska – polska aktorka[324]
  - Trini Lopez – amerykański piosenkarz, gitarzysta i aktor[325]
  - Tonko Maroević – chorwacki poeta i pisarz[326]
  - Sumner Redstone – amerykański przedsiębiorca, prezes i główny udziałowiec koncernu medialnego ViacomCBS[327]
  - Witold Strzemień – polski dziennikarz[328]
  - Henryk Tacik – polski dowódca wojskowy, generał broni Wojska Polskiego, dowódca Operacyjny Sił Zbrojnych RP[329]
  - Zbigniew Twaróg – polski działacz turystyczny[330]
- 10 sierpnia
  - Raymond Allen – amerykański aktor[331]
  - Dariusz Baliszewski – polski historyk i  dziennikarz[332]
  - Silvana Bosi – włoska aktorka[333]
  - Imre Farkas – węgierski kajakarz, brązowy medalista olimpijski (1956, 1960)[334]
  - Jacobo Langsner(inne języki) – urugwajski pisarz i scenarzysta[335]
  - Vinka Lucas – nowozelandzka projektantka mody, pochodzenia chorwackiego[336]
  - Jerzy Madej – polski naukowiec, polityk, poseł na Sejm i senator RP[337]
  - Vladica Popović – serbski piłkarz[338]
  - Luis Abilio Sebastiani Aguirre – peruwiański duchowny katolicki, arcybiskup Ayacucho i biskup Tarma[339]
  - Jerzy Słowikowski – polski konstruktor mechanik, projektant form przemysłowych[340]
  - Stanisław Turek – polski duchowny rzymskokatolicki, ksiądz prałat, doktor socjologii, Honorowy Obywatel Nowej Sarzyny[341]
- 9 sierpnia
  - Rachid Belhout – algierski trener i piłkarz[342]
  - Kenneth Bernard(inne języki) – amerykański pisarz, poeta i dramaturg[343]
  - Martin Birch – brytyjski producent muzyczny, znany ze współpracy z Deep Purple[344][345]
  - Brendan Halligan – irlandzki ekonomista, polityk, poseł do Parlamentu Europejskiego (1983–1984)[346]
  - Kamala – amerykański wrestler[347]
  - Leokadia Krajewska – polska milicjantka[348][349]
  - Anthony Lester – brytyjski prawnik i polityk, członek Izby Lordów (1993–2018)[350]
  - Kurt Luedtke – amerykański dziennikarz, scenarzysta filmowy[351][352]
  - Zdzisław Łapajczyk – polski rugbysta[353]
  - Bernard Smolarek – polski działacz samorządowy pochodzenia niemieckiego, jeden z liderów mniejszości niemieckiej w Polsce[354][355][356]
  - Henryk Szafrański – polski generał brygady[357]
  - Franca Valeri – włoska aktorka[358]
- 8 sierpnia
  - Carlo Bartoli – włoski architekt[359]
  - Salome Bey – kanadyjska wokalistka bluesowa[360]
  - Pedro Casaldáliga Plá – hiszpański duchowny rzymskokatolicki, biskup prałat São Félix[361]
  - Gunther Kaschlun – niemiecki wioślarz, mistrz Europy (1957)[362]
  - Alfredo Lim – filipiński polityk i policjant, burmistrz Manili (1992–1998, 2007–2013)[363]
  - Gabriel Ochoa Uribe – kolumbijski trener i piłkarz[364]
  - Mirosław Owczarek – polski pływak, multimedalista paraolimpijski[365][366]
  - Carlo Rolandi – włoski żeglarz i działacz sportowy, olimpijczyk (1960)[367]
  - Konrad Steffen – szwajcarski geograf i glacjolog[368]
  - Chica Xavier – brazylijska aktorka[369]
- 7 sierpnia
  - Elżbieta Aranowska – polski psycholog, prof. dr hab[370][371].
  - Bernard Bailyn(inne języki) – amerykański historyk i pisarz, zdobywca Nagrody Pulitzera (1968, 1987)[372]
  - Jan Baszczyński – polski lekarz pediatra, prof. zw. dr hab. n. med.[373][374]
  - Boris Bobrinski – francuski teolog i duchowny prawosławny pochodzenia rosyjskiego, proboszcz parafii Trójcy Świętej w Paryżu[375]
  - Alain Delorme – belgijski piosenkarz[376]
  - Erich Gruenberg – brytyjski skrzypek i pedagog[377]
  - Felicja Jałosińska – polska regionalistka i publicystka[378]
  - Muslim Jewłojew – kirgiski i rosyjski zapaśnik[379]
  - Marek Marszał – polski tłumacz literatury fantastycznej[380][381][382]
  - Michael Ojo – nigeryjsko-amerykański koszykarz[383]
  - Lê Khả Phiêu – wietnamski polityk, sekretarz generalny Komunistycznej Partii Wietnamu (1997–2001)[384]
  - Judit Reigl – węgierska malarka[385]
  - Robert Rowiński – polski konstruktor lotniczy, prof. dr hab.[386]
  - Adin Steinsaltz – izraelski rabin chasydzki, nauczyciel i pisarz[387]
  - Jean Stewart – nowozelandzka pływaczka, brązowa medalistka olimpijska (1952)[388]
  - Fred Stillkrauth – niemiecki aktor[389]
  - Henryk Szmulewicz – polski duchowny i teolog rzymskokatolicki, prof. dr hab.[390]
  - Constance Weldon – amerykańska tubistka[391]
  - Mark Wirtz – alzacki producent muzyczny, kompozytor, wokalista, muzyk, autor i komik[392]
- 6 sierpnia
  - Wayne Fontana – angielski piosenkarz[393][394]
  - Nikolai van der Heyde – holenderski reżyser i scenarzysta[395]
  - Fernanda Lapa – portugalska aktorka[396]
  - Wilbert McClure – amerykański bokser, mistrz olimpijski (1960)[397]
  - Vern Rumsey – amerykański basista rockowy i inżynier dźwięku[398]
  - Andrzej Piotr Morawski – polski animator i reżyser filmów rysunkowych[399][400]
  - Jacek Mydlarski – polski malarz i reżyser filmów dokumentalnych[401]
  - Brent Scowcroft – amerykański wojskowy i politolog, generał Air Force, Doradca ds. bezpieczeństwa narodowego (1975–1977, 1989–1993)[402]
  - Zbigniew Słupski – polski sinolog, prof. dr hab.[403]
  - Bernard Stiegler – francuski filozof[404]
  - Milovan Šibl – chorwacki dziennikarz i polityk, minister informacji Chorwacji (1990–1991)[405]
- 5 sierpnia
  - Hawa Abdi – somalijska lekarka i aktywistka praw człowieka[406]
  - Gésio Amadeu – brazylijski aktor[407]
  - Eric Bentley – amerykański krytyk teatralny, scenarzysta i tłumacz[408]
  - Jesús Berardinelli – wenezuelski działacz piłkarski, prezes Wenezuelskiej Federacji Piłki Nożnej[409]
  - Isidora Bjelica – serbska pisarka[410]
  - John of the Cross Chang Yik – koreański duchowny rzymskokatolicki, biskup Chuncheon[411]
  - Horace Clarke – amerykański baseballista[412]
  - Dobromira Czajkowska – polska uczestniczka II wojny światowej, Honorowa Obywatelka Gminy Barcin[413]
  - Pete Hamill – amerykański dziennikarz i pisarz, laureat Nagrody Grammy[414]
  - Agatonas Jakowidis – grecki piosenkarz[415]
  - Halina Lorenc – polska klimatolog, prof. dr hab.[416][417]
  - Stefan Majer – polski zawodnik i trener koszykówki[418]
  - Blanca Rodríguez de Pérez – wenezuelska działaczka społeczna, pierwsza dama Wenezueli jako żona Carlosa Andrésa Péreza (1974–1979, 1989–1993)[419]
  - Frédéric Jacques Temple(inne języki) – francuski pisarz i poeta[420]
  - Zdzisław Szakiewicz – polski dziennikarz i działacz społeczny, założyciel Fundacji im. Karola Szymanowskiego, sekretarz generalny SDP[421][422]
  - Aritana Yawalapiti – brazylijski przywódca plemienny, działacz ekologiczny[423]
  - Sergio Zavoli – włoski dziennikarz i polityk, szef RAI (1980–1986)[424]
- 4 sierpnia
  - Doris Buffett – amerykańska filantropka, siostra Warrena Buffetta[425]
  - Brent Carver – kanadyjski aktor[426]
  - Daisy Coleman – amerykańska tatuażystka, bohaterka filmu dokumentalnego Audrie i Daisy (Audrie & Daisy)[427]
  - Tony Costanza – amerykański perkusista, członek zespołów Machine Head i Crowbar[428][429]
  - Rajko Dujmić – chorwacki muzyk i kompozytor[430]
  - Willie Hunter – szkocki piłkarz[431]
  - Czesław Konieczny – polski działacz lekkoatletyczny, kawaler orderów[432]
  - Wouter Van Lierde – belgijski aktor[433]
  - Bronisław Modrzejewski – polski scenograf i artysta plastyk[434][435]
  - Jan Prabucki – polski uczestnik II wojny światowej, kawaler orderów[436]
  - Stanisław Pasyk – polski kardiolog i polityk, prof. dr hab.[437]
  - Irena Sedlecká – czeska rzeźbiarka[438]
  - Krzysztof Sokołowski – polski zawodnik, trener i publicysta brydżowy[439][440][441]
  - Janusz Stejblis – polski działacz i sędzia kolarski[442][443]
  - Jan Strelau – polski psycholog, prof. dr hab.[444]
- 3 sierpnia
  - Ernesto Brambilla – włoski kierowca wyścigowy[445]
  - Lorenzo Chiarinelli – włoski duchowny katolicki, biskup[446]
  - Władimir Dawidow – rosyjski pisarz i tłumacz[447]
  - Billy Goldenberg – amerykański kompozytor i autor piosenek, znany z produkcji telewizyjnych i filmowych[448]
  - Shirley Ann Grau(inne języki) – amerykańska pisarka, laureatka Nagrody Pulitzera (1965)[449]
  - John Hume – północnoirlandzki polityk, poseł do Izby Gmin i Europarlamentu, lider SDLP, laureat Pokojowej Nagrody Nobla (1998)[450]
  - Celina Kofman – argentyńska obrończyni praw człowieka, współtwórczyni ruchu „Matki z Plaza de Mayo”[451]
  - Piotr Lech – polski grafik i wykładowca akademicki, dr hab.[452]
  - Branko Lužanin – serbski i jugosłowiański siatkarz[453]
  - Andrzej Marszałek – polski samorządowiec i przedsiębiorca, radny sejmiku śląskiego[454]
  - Mohammad Reza Nawaji – irański zapaśnik, olimpijczyk (1976)[455]
  - Maciej Obuchowicz – polski lekkoatleta i lekarz[456]
  - Janusz Smaczny – polski działacz opozycji w okresie PRL, autor loga NZS, kawaler orderów[457]
  - Kazimierz Wojewoda – polski artysta plastyk, nauczyciel i działacz sybiracki, kawaler orderów[458]
- 2 sierpnia
  - Marie-Hélène Descamps – francuska polityk i dziennikarka, eurodeputowana IV i V kadencji (2002–2009)[459]
  - Zofia Dillenius – polska uczestniczka powstania warszawskiego, dama orderów[460][461]
  - Leon Fleisher – amerykański pianista i dyrygent[462]
  - Jan Halvarsson – szwedzki biegacz narciarski, olimpijczyk (1968)[463]
  - Steve Holland – amerykański gitarzysta, członek m.in. zespołu Molly Hatchet[464]
  - Eugenia Jakubowicz – polska zakonnica, dama Orderu Uśmiechu[465]
  - Leszek Kałkowski – polski ekonomista, prof. dr hab.[466]
  - Tootie Robbins – amerykański futbolista[467]
  - Samuel Sandler – polsko-amerykański slawista pochodzenia żydowskiego, badacz literatury, wykładowca akademicki[468][469]
  - Piotr Soyka – polski przedsiębiorca, menadżer, prezes zarządu Gdańskiej Stoczni „Remontowa” (1989–2009)[470]
  - Zdzisław Tymosiewicz – polski lekkoatleta[471]
  - Żaksyłyk Üszkempyrow – kazachski zapaśnik, mistrz olimpijski (1980)[472]
  - Wang Hai – chiński generał, pilot, as myśliwski, uczestnik II wojny światowej i wojny koreańskiej[473]
  - Krystyna Warakomska – polska geografka, dr hab.[474]
- 1 sierpnia
  - Wilford Brimley – amerykański aktor[475]
  - Julio Diamante – hiszpański reżyser filmowy[476]
  - Alex Dupont – francuski piłkarz i trener[477]
  - Feri Horvat – słoweński polityk i ekonomista, przewodniczący Zgromadzenia Państwowego (2004)[478]
  - Witold Kriejer – rosyjski trójskoczek, brązowy medalista olimpijski (1956, 1960)[479]
  - Kartika Liotard – holenderska polityk i prawnik, eurodeputowana VI i VII kadencji[480]
  - Tadeusz Maślanka – polski folklorysta, laureat Nagrody im. Oskara Kolberga[481][482]
  - Jerzy Michalski – polski szczypiornista, trener i sędzia[483]
  - Reni Santoni – amerykański aktor filmowy[484]
  - Khosrow Sinai – irański reżyser i scenarzysta filmowy, pisarz[485]
  - Józef Wiłkomirski – polski dyrygent, wiolonczelista i kompozytor[486]
- data dzienna nieznana
  - Aleksander Duchnowski – polski żołnierz powojennego podziemia antykomunistycznego, kawaler orderów[487]
  - Ludwik Konopacki – polski żołnierz podziemia niepodległościowego w czasie II wojny światowej i powojennego podziemia antykomunistycznego[488]
  - Adriana Mesteș – rumuńska śpiewaczka operowa, sopran[489][490]